# Tomophyllum foersteri
Tomophyllum foersteri är en stensöteväxtart som först beskrevs av Eduard Rosenstock, och fick sitt nu gällande namn av Barbara S. Parris. Tomophyllum foersteri ingår i släktet Tomophyllum och familjen Polypodiaceae. Inga underarter finns listade.